# (143685) 2003 SS317
(143685) 2003 SS317 est un objet transneptunien.

## Caractéristiques
2003 SS317 mesure environ 111 km de diamètre.

## Orbite
L'orbite de 2003 SS317 possède un demi-grand axe de 36,744 ua et une période orbitale d'environ 223 ans. Son périhélie l'amène à 27,869 ua du Soleil et son aphélie l'en éloigne de 45,618 ua. Il possède une résonance 3:4 avec Neptune.

## Découverte
2003 SS317 a été découvert le 25 septembre 2003.